# Шитко Дар'я Олександрівна
Дар'я Олександрівна Шитко (Тихова)(Дудка) (нар.. 15 лютого 1986 року, Херсон, Україна) — українська спортсменка, яка виступає у кульовій стрільбі з гвинтівки.

## Біографія
Любов до спорту та активного відпочинку прищепив Дарині тато, який водив доньку і в  басейн, і на  гімнастику. Однак, вона довго не могла визначитися з видом спорту. У школі займалася  танцями, Співами і вишиванням. Але у восьмому класі почала займатися стрільбою:
|  | І вже, коли навчалася у класі, по-моєму, у 8-му я просто для себе вирішила ходити в секцію стрільби. Перш за все, ніхто не думав, що вдасться вийти на високий рівень, адже стрільбою починають займатися на рік-два раніше, ніж я. Але вже через рік я почала показувати перші результати і мене запросили вчитися у Херсонське спортивне училище олімпійського резерву. Далі була юніорська збірна України - в 11 класі я вперше поїхала на чемпіонат Європи. Тому за якихось три роки я вийшла на непоганий рівень. Виявилося, що стрільба — це дійсно моє |

.
В даний час Дар'я Шитко є членом національної збірної команди України. Тренується у Ніни Маслової.

## Спортивні досягнення
- майстер спорту міжнародного класу з кульової стрільби
- багаторазова чемпіонка та призерка чемпіонатів України та Кубків України
- рекордсменка України
- переможець Етапу Кубка Світу 2009р (Німеччина)
- призер Етапу Кубку Світу 2022р (Єгипет)
- багаторазова чемпіонка та призерка Чемпіонатів Європи
- учасниця Олімпійських ігор в Пекіні 2008рік (20-те місце у стрільбі з гвинтівки на 50 м з трьох положень)
- учасниця Олімпійських ігор в Лондоні 2012рік (23 місце)
- Член національної олімпійської збірної зі стрільби кульової

## Заслуги
- Національний Олімпійський комітет України визнав Дар'ю Шитко найкращою спортсменкою липня України в 2009 році. Приз НОК і почесну грамоту вручив Президент НОК України Сергій Бубка.
- Федерація стрільби України та її тренерська Рада назвала Дар'ю Шитко (Тихову) кращою спортсменкою Федерації у травні та вересні 2009 року.